# سلام كنعان
سلام كنعان (1963-) هو فنان تشكيلي أردني من أصول فلسطينية، ولد في إربد وأنهى دراسته الإبتدائية والثانوية بمدارسها، حاصل على البكالوريوس من كلية الفنون الجميلة بجامعة اليرموك في إربد عام 1987، عمل مساعد باحث في معهد الآثار ثم أكمل الماجستير فيه ببرنامج الآثار، حاصل على الدبلوم العالي من المدرسة الوطنية العليا للفنون الجميلة "البوزار" في باريس عام 1993. نشر كتاب باسم "30 يوماً في القدس" عام 2001، يضم فيه لوحات للمدينة المقدسة.

## أسلوبه الفني
يتميز أسلوبه بقربه من رسم الإسكتش للوحة كما يتبع المزج ما بين الاتجاهات الفنية الأكاديمية والترجمات الذاتية لموهبته، ويتواجد الإنسان بمفردة شكلية في كثير من رسومه ولوحاته، كما حظيت القدس بمكان كبير عند كنعان وريشته فرسم عشرات الشواهد البصرية لها، فهو يتنقل بين مقامات المكان البصرية وتجلياته الذاتية.

## معارضه
قدم العديد من المعارض أهمها:
- معرض "العودة إلى السلطة " برعاية جلالة الملكة رانيا العبد لله عام 1998.
- معرض "عمان" بقاعة المدينة في عمان عام 2004.
- معرض جماعي "أماكن في القلب" بغاليري نبض في عمان.